# Лубенська районна літературно-мистецька премія імені Василя Симоненка
Лубенська районна літературно-мистецька премія імені Василя Симоненка — нагорода для вшанування пам'яті поета Василя Симоненка. Присуджується щорічно громадянам України – літераторам, науковцям, працівникам освіти і культури, журналістам і митцям – за найкращі літературні та мистецькі твори, які утверджують ідеали гуманізму, духовні цінності українського народу, захищають права людини і є вагомим внеском у соціально-культурне відродження Української Держави.
Ініціаторами заснування премії стали Лубенське літературне об'єднання імені Олеся Донченка та відділ культури Лубенської районної ради. У квітні 2000 року її засновником стала Лубенська районна рада (рішення від 14.04.2000).
Премія поділяється на дві номінації: «Література і публіцистика» та «Мистецтво і монументальна скульптура». Рішення про присудження премії публікується в пресі до дня народження Василя Симоненка – 8 січня.

## Лауреати
2001
- Марина Кононенко, Олександр Печора

2002
- Микола Кочерга, Василь Бут, Валерій Козюра, Ігор Козюра

2003
- Микола Шиян

2004
- Юлія Манойленко, Володимир Слєпцов, Анатолій Супрун (керівник квартету «Гілея»)

2005
- літературна — Інна Дідик
- мистецька — Микола Цись, Олександр Зот

2006
- літературна — Наталія Баклай
- мистецька — Валентина Панченко

2007
- літературна — Борис Кононенко
- мистецька — Світлана Пігор

2008
- літературна — Микола Костенко
- мистецька — Ніна Шаварська

2009
- літературна — Василь Яременко
- мистецька — гурт «Українська Швейцарія»"

2010
- літературна — Олексій Неживий
- мистецька — народний жіночий вокальний ансамбль «Любисток»

2011
- літературна — Ніна Шерстюк, за книжки «Дитинства пора веселкова» та «Із вірою, надією, любов'ю»
- мистецька — Олександр Пашнін, за цикл робіт у галузі фотомистецтва

2012
- літературна — Ольга Хало, за історичний роман «Корона Вишневецьких»
- мистецька — Варвара Шумейко (Пуленці Лубенського району), за вишивки

2013
- літературна — Раїса Плотникова, за книжку поезій «Без фіранок»
- мистецька — Володимир Семенюта, за цикл полотен — краєвидів Лубенщини

2014
- літературна — Олександр Міщенко, за повісті «Узбіччя», «Літні пригоди Богданчика» та книжку «Невідомі пригоди Мюнхаузена»
- мистецька — ансамбль фольклорного танцю «Перлина» (Лубни), за вагомий внесок у збереження та примноження українських національних традицій в жанрі хореографії

2015
- літературна — Анатолій Устименко
- мистецька — Володимир Мірошниченко[1]

2016
- літературна — Наталія Харасайло

2019
- літературна — Микола Ночовний і Андрій Кириченко
- мистецька — народний академічний хор «Камертон»[2]

2022
- у номінації «ЛІТЕРАТУРА» – Олег Бородай, автор збірок віршів «Відлуння окопів», «Релаксація душі» та прозової книжки «Вогневий вал» та Михайло Плосковітов, автор ліричної книги «Квітка моєї сили»;
- у номанації «ЖУРНАЛІСТИКА та ПУБЛІЦИСТИКА» – Леонід Шабля, автор книг «Вірні серцем Україні», «Обпалені вогнем Донбасу», «Стрижалі пам’яті»;
- у номінації «МИСТЕЦТВО» – Іван Новобранець, заслужений художник України, член Національної спілки кобзарів України.